# 羅桑班覺

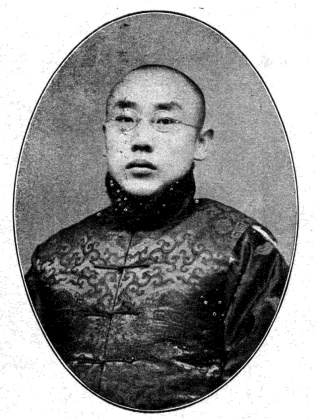
《民國之精華》中的羅桑班覺照片

羅桑班覺（1881年？—？）字鷺鼎，藏族，土默特旗人，中華民國政治人物。

## 生平
羅桑班覺早年在西藏商上，擔任仔仲及繙譯員各差。清朝光緒三十四年（1908年）到北京，由逹賴喇嘛奏留駐京當差。歷充殖邊學堂及唐古忒學藏文教員。1913年中華民國正式國會成立後，羅桑班覺當選為中華民國第一屆國會眾議院議員。國會解散後，羅桑班覺閑居。1916年國會復會，羅桑班覺繼續擔任眾議院議員。1917年，羅桑班覺出任第二次中华民国临时参议院议员。